# Mario Pelosini
Mario Pelosini (Pisa, 1889 – Pisa, 1º luglio 1950) è stato un letterato e docente italiano, noto in particolare per l'attività di declamatore teatrale e professore di dizione poetica presso l'Accademia nazionale d'arte drammatica di Roma.

## Biografia

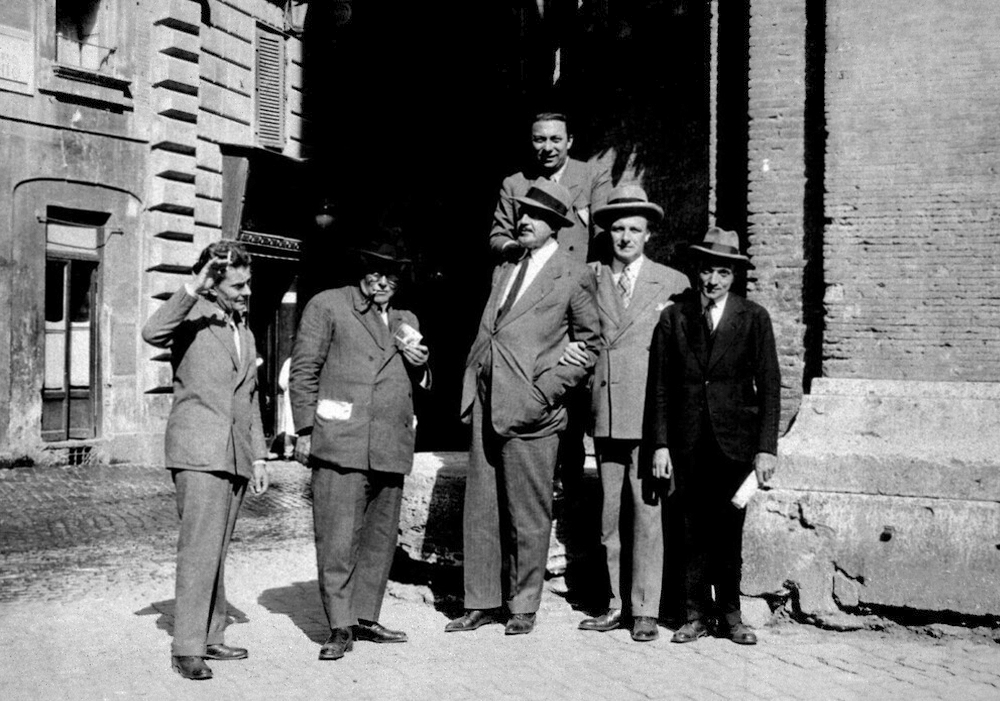
Una foto del 1929 con, da sinistra, Bontempelli, Panzini, Trilussa, Pelosini, Bruers e, dietro il gruppo, Mondadori

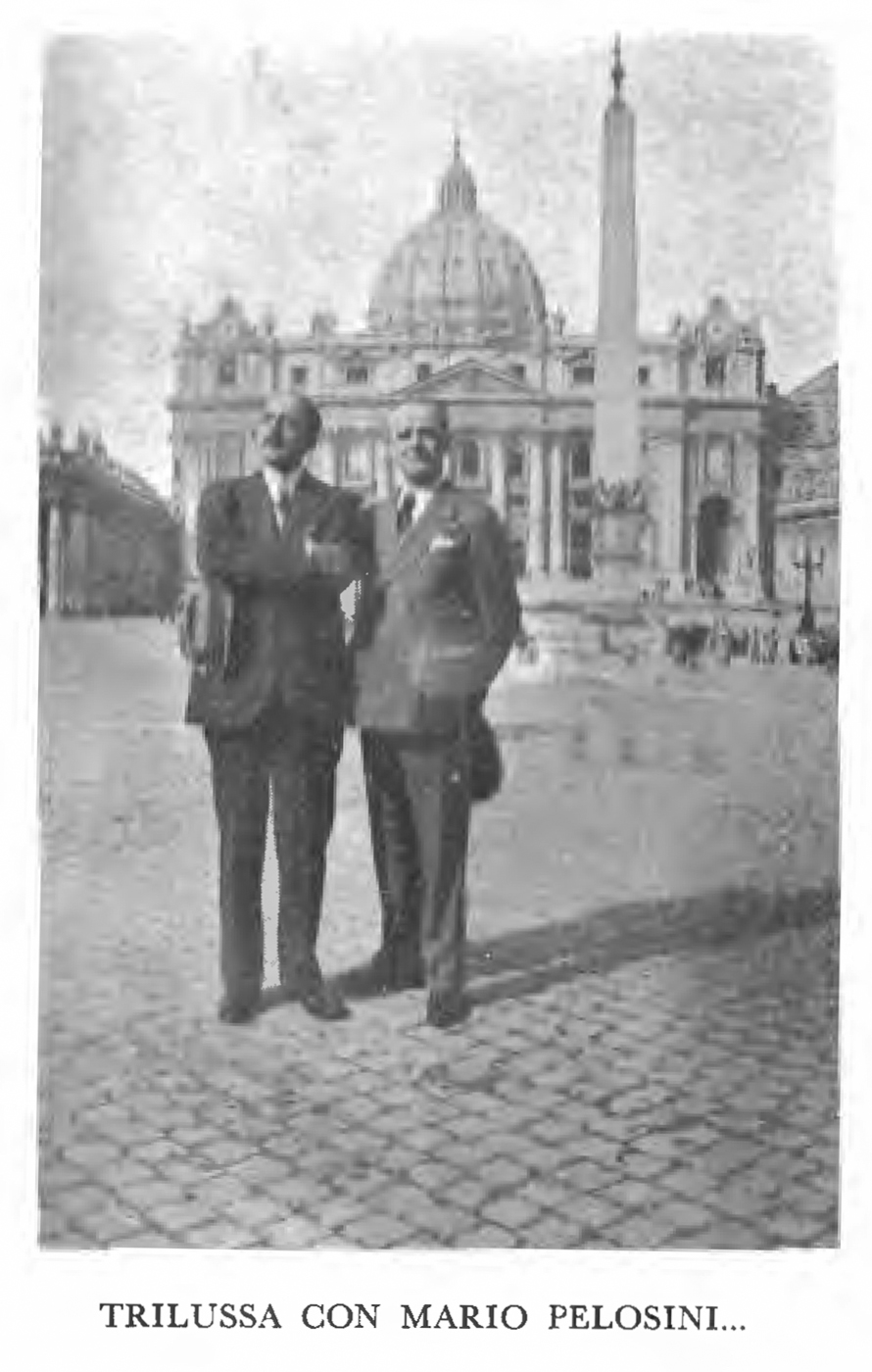
Mario Pelosini con Trilussa

Nato a Pisa, intraprese gli studi classici e in giurisprudenza, visse quindi a Roma e a Milano. Laureatosi in legge, a cavallo fra l'Ottocento e il Novecento ebbe un'intensa e poliedrica attività nel contesto culturale italiano, intrattenendo rapporti coi principali intellettuali dell'epoca. Durante gli studi universitari entrò nella cerchia di Gabriele D'Annunzio, di cui divenne grande amico, e che di Pelosini fu anche allievo per la dizione. Convinto, come il poeta pescarese, dell'importanza della declamazione in dizione in contrappunto all'essenzialità del nuovo verismo, D'Annunzio gli dedicò la sua Contemplazione della morte del 1912, con una epistola pubblica a prefazione del volume, ricordando di Pelosini come "la divina virtù dell'entusiasmo ardeva in voi così candidamente ch'io mi credetti riveder me stesso".
Accanto all'apprezzata attività di declamatore teatrale di testi dannunziani e classici, sino dagli anni venti divenne segretario generale per Arnoldo Mondadori, incarico che gli permise di sviluppare ulteriormente i contatti nel modo letterario italiano, lavorando poi anche per Einaudi. Fu Pelosini a persuadere Alberto Moravia a rivolgersi a Galeazzo Ciano per sbloccare la pubblicazione del proprio secondo romanzo Le ambizioni sbagliate, inizialmente rimasto imbrigliato nelle reti della censura fascista. Amico di Luigi Pirandello, intercedette per il passaggio a Arnoldo Mondadori Editore dello scrittore agrigentino, che sotto Mondadori vincerà il Premio Nobel per la letteratura.
Come avvocato, negli anni venti, si occupò anche di processi che interessarono la stampa, come quello dei fratelli Messina. Fu inoltre avvocato di Sem Benelli nei rapporti con Enrico Cavacchioli e il contratto fra il poeta e l'editore Bemporad.
In virtù della sua attività di docente di dizione poetica, fu precettore della principessa Maria José del Belgio, con la quale ebbe anche scambi epistolari e incontri in particolare durante il ventennio fascista. Per intercessione di Pelosini entrarono nel salotto della casa reale belga altri intellettuali come Trilussa, D'Amico, Bontempelli e Salvini. Per le sue attività e le sue amicizie invise al regime, subì lungamente i controlli dell'OVRA fascista.
Negli anni trenta, Silvio D'Amico gli affidò la cattedra di dizione all'Accademia nazionale d'arte drammatica di Roma, che tenne per tre lustri sino alla sua morte, formando e influenzando un'intera generazione di attori italiani. Su tutti Vittorio Gassman, che ereditò la cattedra all'Accademia dopo la morte dello stesso Pelosini; poi Mario Scaccia, che ne seguì i corsi in Accademia e lo volle anche in docenze private; Paolo Panelli, al quale trasmise in particolare le tecniche di declamazione dei classici della poesia; e poi Gianni Santuccio, Elena Da Venezia, Glauco Mauri, Elio Pandolfi. Gianni Santuccio, Antonio Crast, Elena Da Venezia, Edda Albertini, Tino Buazzelli e altri. Nel settembre 1940 fu interprete dell'Alcyone di D'Annunzio al Quirinale, accompagnato dalla principessa Maria José. Fu anche attivo in radio alla EIAR, da cui si allontanò prima dell'occupazione tedesca. Come regista lavorò con Tatiana Pavlova.
Dotato di una dizione nitida, precisa ed espressiva, che ne fece un popolare interprete, declamò le maggiori opere poetiche della letteratura italiana nei teatri nazionali e in occasione di commemorazioni pubbliche. Con l'avvento della generazione di attori del cinema neorealista, lo stile da lui insegnato fu oggetto di discussione, specie in contrapposizione con la diffusione delle inflessioni dialettali nella recitazione, più aderenti al vero e meno alla declamazione, in particolare a partire dalle opere di Pier Paolo Pasolini.
Morì a Pisa il 1º luglio 1950. La sua cattedra all'Accademia passò al suo ex allievo Vittorio Gassman, poi ad Annibale Ninchi e a Carlo D'Angelo.
Di lui Vittorio Gassman ebbe a dire:
(Vittorio Gassman, 1965)

## Opere
- Mario Pelosini, Il cantore delle gesta d'oltremare, Ortona, Bonanni, 1912.